# Chloë Agnew
Chloë Agnew (ur. 9 czerwca 1989 w Dublinie) – irlandzka piosenkarka, najmłodsza solistka zespołu Celtic Woman. 

## Życiorys
Pochodzi z Knocklyon, hrabstwo Dublin. Śpiewa tradycyjną irlandzką muzykę, często w języku irlandzkim oraz angielskim, włoskim i po łacinie.
Jej debiutancki album Chloë został wydany w 2002 roku kiedy miała 12 lat. Dwa lata później ukazał się jej drugi album, Chloë: Walking in the Air. W 2004 roku po raz pierwszy wystąpiła w składzie grupy Celtic Woman w hali The Helix w Dublinie. Do tej pory nagrała z zespołem siedem albumów oraz wzięła udział w kilku światowych trasach koncertowych.

## Dyskografia
- 2002: Chloë
- 2004: Chloë: Walking in the Air
- 2008: Chloë

### Celtic Woman
dyskografia Celtic Woman